# Beerwah
Beerwah là một thị xã và là nơi đặt Ủy ban khu vực quy hoạch (notified area committee) của quận Badgam thuộc bang Jammu và Kashmir, Ấn Độ.

## Nhân khẩu
Theo điều tra dân số năm 2001 của Ấn Độ, Beerwah có dân số 5515 người. Phái nam chiếm 53% tổng số dân và phái nữ chiếm 47%. Beerwah có tỷ lệ 43% biết đọc biết viết, thấp hơn tỷ lệ trung bình toàn quốc là 59,5%: tỷ lệ cho phái nam là 50%, và tỷ lệ cho phái nữ là 36%. Tại Beerwah, 16% dân số nhỏ hơn 6 tuổi.